# Redi Halilaj
Redi Halilaj (Golem, 31 augustus 1989) is een Albanees voormalig wielrenner die in 2017 zijn carrière afsloot bij Amore & Vita-Selle SMP presented by Fondriest. Na zijn actieve carrière werd hij ploegleider in het Italiaanse amateurcircuit.

## Carrière
In 2017 was Halilaj een van de twee Albanese deelnemers aan het wereldkampioenschap tijdrijden. Op het 31 kilometer lange parcours in en rond het Noorse Bergen eindigde hij op plek 51. Eerder dat jaar had hij een etappe in de Ronde van Eritrea gewonnen.

## Overwinningen
2010
 Albanees kampioen op de weg, Elite
2013
 Albanees kampioen tijdrijden, Elite
 Albanees kampioen op de weg, Elite
2015
 Albanees kampioen op de weg, Elite
2017
4e etappe Ronde van Eritrea

## Ploegen
- 2015 –  Amore & Vita-Selle SMP (vanaf 15 april)
- 2016 –  Amore & Vita-Selle SMP
- 2017 –  Amore & Vita-Selle SMP presented by Fondriest

Bani · Celano · Ficara · Fredjoek · Gavazzi · Halilaj · Hishinuma · Kogoet · Lunardon · Manko · Martins · Movtsjan · Ponomarenko · Rjaposov · Tarkovski · Zamparella
Banushi · Bernardinetti · Celano · Elorza · Ficara · Galarreta · Grembi · Halilaj · Jovtsjev · Martins · Miralles · Mukaj · Sufa · Velia · Zamparella · Zmorka · Covili (stagiair) · Mancini (stagiair)